# Brevenna
Il torrente Brevenna è un corso d'acqua dell'Appennino ligure, affluente di destra della Scrivia.

## Idronimo
Il nome Brevenna non è di sicuro di derivazione latina, e probabilmente neanche celtica o germanica: i linguisti infatti lo collegano a radici preindoeuropee, ed in particolare a brev- (rigido per il freddo). A volte il nome del torrente, soprattutto in testi del passato, viene considerato di genere femminile (la Brevenna).

## Percorso

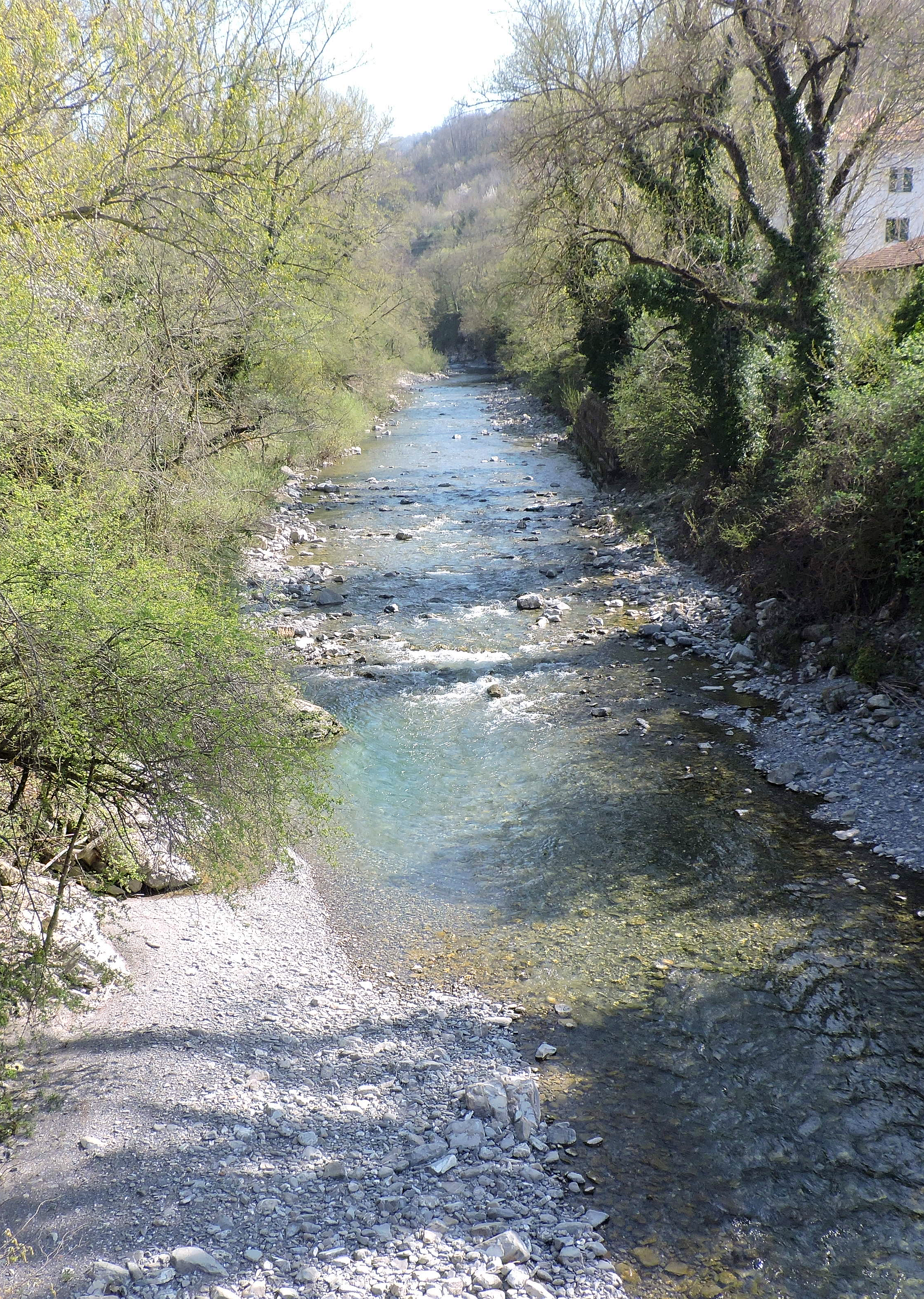
La Brevenna nei pressi di Casella

La Brevenna si forma nei pressi della frazione Fullo (Valbrevenna) dalla confluenza del rio di Tonno (Affluente di sinistra) con il rio dell'Orso ( affluente di destra). Dopo un primo tratto in direzione sud il torrente riceve da sinistra il rio Senarega e ruota poi verso ovest. Con un corso piuttosto tortuoso arriva a Molino Vecchio, il capoluogo del comune di Valbrevenna, a valle del quale devia verso sud-est e, affiancato per un lungo tratto dalla SP n.11, va infine a sfociare nello Scrivia poco a sud-est del centro di Casella a 402 m di quota.

## Storia
Il torrente raccoglie le acque da una zona di fitti boschi e collocata a una altitudine relativamente elevata, e quindi anche durante i mesi estivi mantiene in genere una portata significativa. Questo in passato favorì la costruzione lungo il suo corso di vari mulini che ne sfruttavano le acque.
Oggi questi mulini sono quasi tutti in stato di abbandono, escluso quello di Porcile, che è stato restaurato. Questo mulino non si trova però sul percorso principale del torrente, ma nella parte più a monte della valle, e sfruttava, grazie ad una vasca di accumulo, le acque di un piccolo rivo. 
La parte più a monte del torrente e i suoi due rami sorgentizi scorrono nell'area tutelata dal Parco naturale regionale dell'Antola.

## Pesca
Il Brevenna è frequentato dagli amanti della pesca sportiva ed è oggetto a volte di semine di avannotti.